# Volcán de Tamasite
El Volcán de Tamasite es un ferry-crucero de la armadora Naviera Armas de España.

## Historia

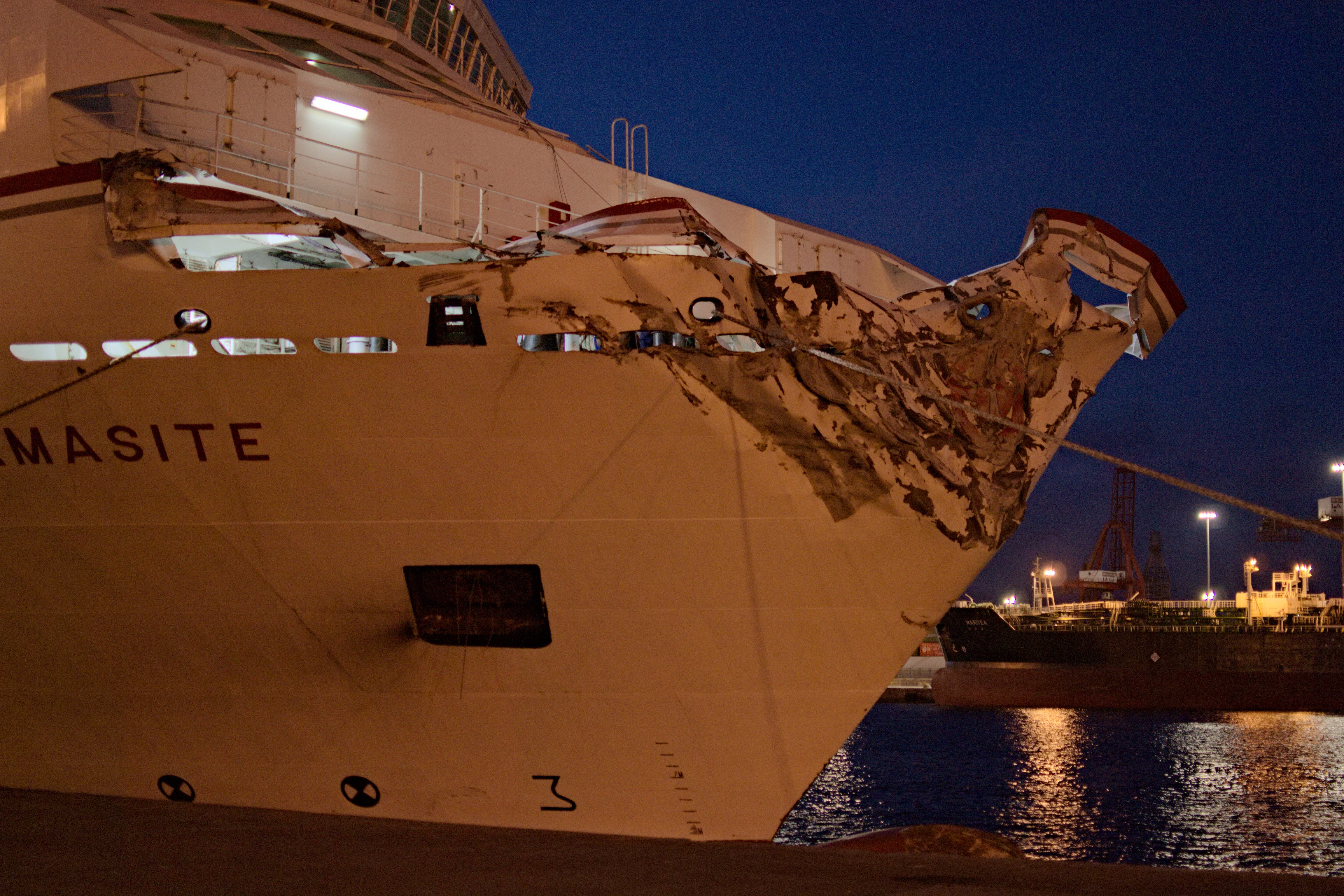
Proa del barco después de la colisión.

El buque fue construido por el astillero Hijos de J. Barreras de Vigo con el número de construcción 1625 y puesto en servicio en 2004.
El 22 de abril de 2017, poco después de zarpar en Las Palmas (con destino Tenerife), el ferry chocó de frente contra uno de los muelles del puerto de Las Palmas de Gran Canaria. Según la compañía naviera, la causa fue un fallo de energía de dos minutos con el consecuente colapso de los motores principales; fracasando en el intento de detener el barco con el ancla de estribor. 13 de los 140 pasajeros a bordo resultaron levemente heridos en la colisión. Aproximadamente 60 000 litros de combustible se derramaron en la zona del accidente. El derrame de fuel resultante fue de varios kilómetros de largo y consiguió ser contenido por unidades de Salvamento Marítimo, incluyendo entre estos medios al remolcador Miguel de Cervantes, equipado a bordo con sistemas de anti-derrames de petróleo. Se estima que los daños en el muelle rondaron los 2 millones de euros.

## Descripción
Está propulsado por dos motores diésel marinos de ocho cilindros del fabricante Wärtsilä con 8 400 kW de potencia cada uno, que actúan sobre dos hélices de paso controlable con un diámetro de 4,2 metros y permiten una velocidad máxima de 22 nudos. Dispone de dos generadores eléctricos con una salida de 1 100 kW cada uno y un generador de emergencia con una salida de 270 kW.
El buque está equipado con tres cubiertas para vehículos, una de las cuales es una cubierta solamente para automóviles, a la que se puede acceder a través de rampas. Los vehículos se cargan y descargan a través de dos rampas ubicadas en la popa.
Las rampas de popa tienen 16 metros de largo y 8 metros de ancho. Las cubiertas de vehículos están conectadas entre sí mediante rampas. La cubierta Ro-Ro es regulable en altura. El Volcán de Tamasite tiene una capacidad para 1 500 pasajeros y puede transportar un total de 300 coches.
Su buque gemelo es el Volcán de Timanfaya.